# Towarzystwo Socjalistów Polskich we Wrocławiu
Towarzystwo Socjalistów Polskich we Wrocławiu – polskie towarzystwo o profilu społeczno-politycznym, założone we Wrocławiu 23 października 1892.
Towarzystwo powołano na publicznym wiecu robotników polskich w gospodzie „Pod Trzema Gołębiami” („Gasthof zu den drei Tauben”) przy placu Nowy Targ 8. W wiecu uczestniczyły także kobiety. Towarzystwo liczyło ok. 50 członków.
Pierwszy zarząd TSP we Wrocławiu stanowili: Wojciech Głąb (pierwszy przewodniczący), Dąbkiewicz (drugi przewodniczący) i Wojtanowski (sekretarz). Aktywnymi członkami towarzystwa byli m.in. W. Faralewski, Stanisław Krzymieniecki, Jan Sosna, Jan Żydek oraz Tomasz Wolny, który po powstaniu Polskiej Partii Socjalistycznej zaboru pruskiego został przez jej zarząd mianowany mężem zaufania na Wrocław i okolicę.
Głównymi celami TPS była walka z kapitalistycznym wyzyskiem polskich robotników i robotnic w Niemczech, ściśle związana z troską o odzyskanie i zachowanie ich tożsamości narodowej. „Socyalizm nauczył nas być Polakami. Socyalizm pokazał nam, że dać się wynarodowić to jest to samo, jak dać się po raz drugi ujarzmić. A tak samo jak się bronimy jarzmu kapitalistów, tak samo bronimy się jarzmu moralnemu, jakie na nas kapitaliści niemieccy i nasi posłowie nakładają, chcąc nas wynarodowić. Swoboda języka i swoboda gospodarcza są tak ściśle ze sobą powiązane, że wszyscy ci nasi politycy, którzy od rządu wymagają ustępstw w sprawie polskiej, a równocześnie coraz więcej dawają się przez kapitalizm niemiecki ujarzmiać, po prostu są niedojrzałemi dziećmi. Cześć socyalizmowi, bo on nas zrobił Polakami! Stokroć mu cześć!”
Spotkania TSP we Wrocławiu odbywały się co dwa tygodnie. Uczestnicy zebrań przygotowywali się do wyborów, słuchali wykładów, prowadzili dyskusje polityczne, deklamowali poezję i śpiewali pieśni robotnicze.
Po rozwiązaniu towarzystwa część jego członków działała w PPS zaboru pruskiego. W 1906 reaktywowano wrocławskie TSP z udziałem kilku dawnych jego członków, a następnie przekształcono je w Polskie Towarzystwo Socjalno-Demokratyczne, które istniało do kwietnia 1907.